# Бог существует, её имя — Петруния
«Бог существует, её имя — Петруния» (макед. Господ постои, името ѝ е Петрунија) — македонский художественный фильм 2019 года режиссёра Теоны Стругар Митевской в жанре трагикомедии с Зорицей Нушевой в главной роли. Был высоко оценён критиками, получил приз экуменического жюри на 69-м Берлинском кинофестивале и премию Lux от Европейского парламента.

## Сюжет
Главная героиня фильма — 32-летняя женщина по имени Петруния, жизнь которой не складывается. Возвращаясь с неудачного собеседования, она неожиданно для самой себя принимает участие в мужском соревновании по нырянию в прорубь за крестом и выигрывает его. Это становится для Петрунии источником новых проблем: полиции приходится защищать её от религиозных фанатиков.

## В ролях
- Зорица Нушева — Петруния
- Лабина Митевска — Славица
- Стефан Вуйисич — младший офицер Дарко
- Суад Беговски — священник
- Симеон Мони Дамевски — шеф-инспектор Милан
- Виолета Сапковска — Васца
- Петар Мирчевски — Стоян
- Андрияна Колевска — Благица
- Никола Кумев — старший офицер Васко
- Байруш Мяку

## Восприятие
Премьера фильма состоялась в 2019 году на 69-м Берлинском кинофестивале. Рецензенты отметили, что картина раскрывает актуальную и болезненную тему «оскорбления чувства верующих» в стиле «тихий гротеск», причём «непринужденно и деликатно… на местном материале выходит за пределы остротрепещущей феминистской повестки». Она получила приз экуменического жюри и премию Lux от Европейского парламента.